# مايك جولد
مايك جولد (بالإنجليزية: Mike Gold)‏ (12 أبريل 1894، مانهاتن في الولايات المتحدة - 14 مايو 1967 في الولايات المتحدة)؛ كاتب، صحفي، شاعر وروائي أمريكي.

## روابط خارجية
- مايك جولد على موقع الموسوعة البريطانية (الإنجليزية)
- مايك جولد على موقع ميوزك برينز (الإنجليزية)